# Vieillevigne (Haute-Garonne)
Vieillevigne is een gemeente in het Franse departement Haute-Garonne (regio Occitanie) en telt 174 inwoners (1999). De plaats maakt deel uit van het arrondissement Toulouse.

## Geografie
De oppervlakte van Vieillevigne bedraagt 3,1 km², de bevolkingsdichtheid is 56,1 inwoners per km².
De onderstaande kaart toont de ligging van Vieillevigne (Haute-Garonne) met de belangrijkste infrastructuur en aangrenzende gemeenten.

## Demografie
De figuur toont het verloop van het inwonertal (bron: INSEE-tellingen).